# 平田恭助
平田 恭助（ひらた きょうすけ、1916年7月5日 - 1940年5月12日）は、昭和戦前期の登山家。伯爵平田栄二（松堂）の四男。母は前田利昭の娘・静子。東京府出身。

## 経歴
慶應義塾大学在学中より谷川岳の登山を行い、1939年9月26日に共に未踏であった一ノ倉沢の滝沢下部の初登攀を果たして山岳界に衝撃を与えた（山岳ガイドの浅川勇夫が同行）。同年には社会人山岳団体である東京登歩渓流会に加入する。
慶應義塾大学には槇有恒・三田幸夫・大島亮吉・早川種三ら優れた登山家を輩出した山岳部があったが、平田は山岳部に所属せずに「モルゲンロートコール」というサークルに所属していた。東京登歩渓流会の幹部であった杉本光作によれば、山岳部は内部進学者が多く、外部から慶應に進学した平田はその空気に馴染めなかったのだという。
ところが、1940年5月12日に谷川岳の一ノ倉沢第五ルンゼに同じモルゲンロートコールの藤田器三郎と共に登攀した直後に2人とも遭難死してしまう(後述）。

## 一ノ倉沢二重遭難事故

### 平田・藤田の谷川岳登山
5月11日、平田と藤田は夜行列車で上野駅を出発した。2人はモルゲンロートコールに対しては事前に谷川岳の幽ノ沢に日帰り登山をする旨の届出をしていたが、平田のみが所属する東京登歩渓流会には届出をしていなかった。ただし、上野駅で裏妙義に向かう東京登歩渓流会の小室封太郎・岡野武雄と出会い、その旨を告げている。また、翌朝には同会の川上晃良とも土合駅で出会い、一ノ倉沢に登る旨の会話をしている。事前の届出及び小室・岡野との会話では幽ノ沢に登ると告げながら、川上との会話では一ノ倉沢に変わっている。午前7時半頃に川上が一ノ沢出合を登っている際に、それよりも上方の烏帽子沢出合を登る平田たちを見かけて声を掛け合ったのが最後の目撃となった。

### 平田・藤田の遭難
5月14日になって、平田家から東京登歩渓流会に対して、平田が11日に谷川岳に向かって帰ってこないことが伝えられた。主だった幹部達が集まって直ちに会議が開かれたが、最後の目撃者となっていた川上晃良からは前述の平田とのやりとりに加えて、以上の報告がされた。
1. 当日（5月12日）に一の倉沢で見かけたのは自分達と平田達2名のグループだけである（後日、谷川岳のマチガ沢で東京医学専門学校山岳部登山していたことが判明したが、遭遇した可能性は低いと判断された）。
2. 午前10時と正午、午後2時頃の3回にわたって大規模な雪崩らしき音を聞いた。
3. 当日の朝は晴れていたが、正午頃からガスがかかり始め、20メートルも先を見通すことが出来ないほどであった。天気は夜になって雨となり、稜線では雪になった。

以上の報告から、2人が遭難したという結論に達した。
この会議の際に会員の中から「本会の会員は遭難の防止のために会員外との登山であっても事前に届出と会の承認を必要とすることになっているのに、届出を出さないのは重大な規約違反ではないか？」という意見が出された。その一方で、平田が入会したばかりである上に「（規則自体が1935年・1936年と谷川岳で相次いで発生した会員の遭難死亡事故の対策として導入されたものの）規則が既存の会員の間でも徹底されていない」という意見も出された。東京登歩渓流会は会社員や商店主などの社会人登山家が多く、華族令息でかつ学生である平田の加入を快く思わなかった者と実際に平田に接してその人物に好感を抱いた者の間で「会として救出活動をすべきかどうか」で意見のずれとなって現れる形となった。しかし、最終的には救出活動を行うことになった（届出の未提出に関しては後日に会としての遺憾の意を表明することになる）。ただし、谷川岳の険峻さと雪崩発生の可能性を考慮して救出隊は経験者のみで編制することとし、14日夜には先遣隊6名が東京を出発し、平田家とモルゲンロートコールにも連絡、モルゲンロートコール側も既に救出隊6名を土合に向けて出発させているため、現地合流ということになった。
翌15日に東京登歩渓流会とモルゲンロートコールの救出隊合わせて12名が4班に分かれて捜索を開始した。その結果、一ノ倉沢東側の第五ルンゼにアイゼンとピッケルの痕跡を確認したものの、大規模雪崩の後らしくそれ以上の手がかりはつかめなかったために一旦土合に引き上げることになった。ここで、麓で連絡業務にあたっていた第4班から重大な報告を受ける。平田の父である伯爵が息子の遭難現場を確認するために一ノ倉沢の入口である出合に赴いた際に山の険しさと雪崩の様子に驚いて「なんと恐ろしいところだ。こんなところが日本にあるとは知らなかった。あの人達（救助隊のこと）はよくもこんな恐ろしいところに登れるものだ」と呟いた際、側にいた平田家の執事が「御前様、あの連中は御前様からのお金をあてこんでいるのです。お金のためにこんな恐ろしいところでも登るのです」と大きな声で述べたのである。これを知った東京登歩渓流会の人々は「自分達は未だかつてお金目的で救出活動を行ったことはない」と憤激して一旦帰京を決定する。しかし、翌16日になって、伯爵夫人が同会の救出隊の責任者であった杉本光作の自宅を訪問して夫がその場で執事を咎めなかったことを謝罪し、他に頼るべき人もないことを述べて救出への協力を要請した。また、モルゲンロートコールの人達も日本橋にある東京登歩渓流会の事務所に対して翻意を求めた。杉本は平田が同じ山男で会の仲間であることを忘れて救出隊を引き上げたことを悔やむ一方で、関係者が多岐にわたることから関係者の間できちんと合意を形成させる必要があると訴え、他の会員達もこの見解に同意した。この日の午後7時、駿河台の平田伯爵邸に帰京した伯爵、東京登歩渓流会・モルゲンロートコールの会員達、平田の遭難を知って土合に駆けつけていた山岳ガイドの浅川勇夫（前述）が集まって合同会議を開いた。進行役の杉本は救出隊引き上げについての謝罪と共に金銭を目的と考えたことは一度もなくあくまでも全員手弁当での参加であることを強調した上で、2人は一の倉沢登攀中に雪崩に巻き込まれたか、登攀後の天候悪化によって道に迷ったか事故に遭遇した可能性が高いことを述べ、5月19日より一の倉沢から一ノ倉岳、更にその東側の幽ノ沢方面を重点的に捜索したいと提案し、一同の合意を得た。
5月18日、東京登歩渓流会・モルゲンロートコール両団体や支援を申し出た他の団体も含めた総勢58名の救出隊が編成されて大規模捜索が行われたが成果が出ず、雪崩の危険性の増大や隊員の本職などの兼ね合いから5月20日以降は杉本光作・川上晃良・松濤明ら精鋭10名と地元関係者を中心とする捜索に切り替えるが、2人を発見できないまま、5月22日に一旦全員土合から引き上げて、以降は日曜日や祝日を利用した長期的な捜索へと切り替えることになった。
6月に入って、所用で平田伯爵邸を訪れた杉本は平田の部屋にあった谷川岳の地図を発見する。そこには彼が初登攀に成功した一ノ倉沢の滝沢下部をはじめとする過去の登ったルートが赤線で引かれていたが、未だ未登攀であった第五ルンゼに赤線が引かれて登攀後は一ノ倉岳に向かって伸びていることに気付いた。杉本は5月15日の捜索で第五ルンゼにアイゼンとピッケルの痕跡を確認したのを思い出して、その周辺の捜索を提案することになった。
6月9日の捜索では杉本は松濤明らを率いて第五ルンゼ方面を捜索した。すると、東京パンの包装紙が発見されたのである。包装紙は比較的新しいことや平田伯爵邸のある駿河台の最寄駅であった御茶ノ水駅前に東京パンが店舗を出していたことから、平田が登山に出かける際に東京パンを購入して現地で食べることがあるという証言が出された。しかし、その後は2人の行方を示すものは見つからずに第五ルンゼを登攀してしまった。第五ルンゼの頭は一ノ倉岳の山頂から続く一ノ倉尾根と烏帽子尾根の分岐点付近にあり、2つの尾根の間には衝立沢と呼ばれる狭い谷間があった。杉本達は衝立沢にあるアルファルンゼを50メートル降りた場所に1本のピッケルが突き刺さった状態になっているのを確認して、岩を降りてピッケルを回収、平田のものと確認され、2人が稜線から衝立沢に転落したか、衝立沢を降りる途中で転落した可能性が高いと判断された。
6月12日の捜索では衝立沢のアルファルンゼを下からケルン（ピッケルの発見場所に置かれた目印）をめざし、平田のリュックなどの遺品が発見され、また時折奇妙な匂いがしており遺体が近くに存在する可能性も指摘されたが、2人の遺体は見つからなかった。また、藤田の遺品が見つからないことから、衝立沢に落ちたのは平田で、藤田はそれを目撃した後に別の事故に巻き込まれたことが想定された。そして、6月14日、この日の衝立沢のアルファルンゼ下部の捜索でも手がかりが得られず、失意のうちに握り飯を食べていた浅川が雪渓から融けた水を飲もうとした時、雪渓と岩に挟まれた場所に人の身体らしきものを発見し、杉本らの助けを借りて雪渓周辺を探索すると、雪渓下を流れる水流の中に沈んだ平田の遺体が確認できた。しかし、雪渓は今にも崩れて雪崩を起こす可能性があることから、慎重な搬出作業を要するという結論に達し、一旦土合に引き上げて搬出計画を立てることになった。

### 二重遭難事故の発生
ところが、平田の遺体の発見を聞いた家族は勿論のこと、知人・友人（平田の出自の故に名家の人々も含まれている）が大量に土合に押しかける騒ぎとなって、東京登歩渓流会やモルゲンロートコールの人々を困惑させることになった。このため、翌6月15日に行われる遺体の搬出隊の編成が遅れて、午前6時出発予定が1時間遅れる結果となった。ところが、午前8時10分頃、衝立沢の雪渓の一部が雪崩を起こし、一の倉沢と衝立沢の分岐点から150メートルほど登った地点を登攀中であった第二班（搬出の実働部隊である第一班のサポートをする筈だった人達）を襲った。その結果、雪崩に巻き込まれた9名のうち、東京登歩渓流会の岡野武雄とモルゲンロートコールの大塚良治・薬師菊夫の計3名が死亡することになった（他1名が重傷、2名が軽傷）。翌16日に搬出作業は再開されたが、再度の雪崩を警戒して、規模を大幅に減らして、雪崩対策の作業を行ってからの搬出となった。午前6時に出発した搬出隊は午前8時半に遺体発見場所に到着、実際の発見場所を確認していた杉本と浅川が雪渓の下に潜り込んで、遺体にザイルを結びつけて雪渓の上部の岩場まで引き上げた。その直後に雪渓は搬出隊の目の前で雪崩を起こしている。平田の遺体の発見で藤田の生存も絶望視されたこと、二重遭難で3名の死者を出したこともあり、一旦捜索活動は中断されることになった。6月17日に4名の遺骨が帰京して、翌日青山斎場で藤田も含めた5名の合同葬が行われた。
同年9月23日、新潟高等学校山岳部のパーティーが新潟県側の万太郎谷を登っている途中のイシクラ沢の岩陰にて白骨化した遺体を見つけ、遺品と思われるカメラを持って新潟に戻り地元の警察に届け出た。9月26日、地元の土樽村剣持庄右衛門村長自らの指揮で遺骨の収容作業が行われ、作業に加わった山小屋の主人から東京登歩渓流会に対してその遺骨は藤田のものではないか？という問い合わせがあった。東京登歩渓流会・モルゲンロートコールの代表者3名が土樽に向かい、29日に村長立ち会いの下遺骨と共に見つかった遺留品を確認した結果、藤田の物に間違いないという結論に達した。なお、カメラについては平田の物で、何らかの事情で藤田が所持していたと推測された。翌30日、仮埋葬されていた藤田の遺骨が村長より藤田の母に引き渡され、帰京することになった。
1941年5月10日、東京登歩渓流会より、亡くなった5人を追悼する報告書『石楠花』が刊行された（非売品）。表紙には画家としても高名であった平田伯爵による石楠花の絵が描かれている。

### 遭難原因に関する推測
遭難事件の当事者であった平田と藤田が亡くなってしまったため、真相は不明ではあるが、捜索活動の中心的存在であった東京登歩渓流会の杉本光作は遺留物や遺体の状況などから次のように考察している。

#### 平田の遭難
- 平田はモルゲンロートコールへの届出や小室らとの会話では目的は幽ノ沢、川上との会話では目的は一ノ倉沢本谷と告げているが、実際には一ノ倉沢でも第五ルンゼに向かっている。杉本は1941年段階では、本谷の雪崩を目撃して目的地を変えたのではないか?と推測しているが、1980年段階では平田の部屋に遺されていた谷川岳の地図に引かれていた赤線から初めから第五ルンゼを目指していたのは明白としている[注釈 2]。なお、平田が何故事実を告げなかったのかは不明。
- 2人は平田が先に登る形で第五ルンゼの右俣の岩場を上がり（東京パンの包装紙は途中で食したものか）登攀自体には成功したが、右寄りに昇ってしまったために第五ルンゼの左側にある一ノ倉岳に向かうには50メートル左側、高さにして60メートル高い第五ルンゼの頭を越える必要があった。
- ところがこの時には視界が20メートルもなかった上に元々近視であった平田は第五ルンゼの頭の右側に回ろうとして足を踏み外して衝立沢の方に転落してしまった（この付近は風化した岩も多く足場が脆くなっている場所も多いことも事故の要因として考えられる）。杉本は実際に登ったと推測されるルートから、5月12日の午後1時頃の出来事と想定する。
- 平田の頭に傷痕があったことから、転落時に岩に頭をぶつけたが致命傷になったと思われるが、一気に遺体発見場所まで落ちたわけではなく、最初の（そして致命傷になった）転落で異臭がした付近まで転落して、その後の雪渓の移動によって再度転落して発見場所まで運ばれる形になったと思われる。

#### 藤田の遭難
- 藤田は当初は平田と一緒に転落した可能性や平田を救出しようとして自分も事故に巻き込まれた可能性も考えられていたが、遺体どころか遺留品も見つからず、また二重遭難のために捜索自体の中断を余儀なくされた。その後、再捜索が検討されていた矢先の9月に計画のルートとは反対側の新潟県側で白骨化した状態で発見されたが、綺麗に両足を整えた横たわった状態で衣服の乱れなどはなかった。
- 本来のルートから大きく離れた新潟県側で藤田が遭難した原因として可能性として一番に考えられるのは、平田の転落を麓に知らせて救助を求めようと山を急ぎ下ろうとしたが、谷川岳に関しては平田よりも経験が浅く、また残雪が未だに残る中での単独行は困難を極めた。加えて友人の死の衝撃と天候悪化の中で道を迷った末に岩陰にビバークしようと試みたものの、持参の食料も無く、精神的打撃を受けた状態で夜の冷たい風雪に晒された結果、5月12日の夜のうちに疲労凍死したと推測される。

#### 岡野・大塚・薬師の遭難
- 6月15日の二重遭難事故については、負傷者を含む生存者への聞き取りでも突然の雪崩に逃げるのに必死だったために原因については判明しなかったが、谷川岳では5月から本格的に雪が溶け始めて雪崩リスクが高まることは知られていた。しかし、様々な人々の混成部隊になった搬出隊の間でその情報が共有できなかったこと、リスクを認識していた人たちも遺体発見現場の雪崩の危険性は重視されていたものの、そこへ向かう途中での雪崩のリスクに対する認識が低かった（一の倉沢では50度の傾斜の場所もあって雪崩が頻発していたが、衝立沢の傾斜は30度前後であった）。直撃を受けた9名は氷化した傾斜を登っていたが、雪崩の発生地点の上部に出来た雪渓は雪が未だに3メートル以上積もっために傾斜が60度くらいにせり上がっていた。その雪渓が何らかの理由で突然崩壊して、大量の硬い雪塊になって第二班に襲い掛かったとみられる。実は第二班の襲われた9名の前にも少し前に歩いている6名が雪崩を目撃しているが、彼らは雪崩を目撃して咄嗟に左側に逃げたところ、雪崩が右側を下りて行って死傷者を出さなかったのに対し、前の6名の動きで初めて雪崩に気付いた9名は右側に逃げてしまい、結果的に雪崩を直に受ける結果になってしまった。
- 杉本は自己弁護になってしまうと断りを入れた上で、谷川岳は極めて遭難事故が多い山であり、捜索・遺体搬出は出来るだけ経験者で固めた方が良いと分かっていた。しかし、谷川岳の登山経験者が多い反面入会したばかりの平田および非会員である藤田の捜索に関して会内部で必ずしも見解が一致できなかった東京登歩渓流会の人々と平田・藤田とのつながりが強い反面谷川岳の登山経験者が少なかったモルゲンロートコールの人々の間の意見調整・意思疎通に労力を要するところが大きかった。更に平田の遺体発見で更に外部の人々が押しかけて搬出への参加を求める声が上がり（中には当時の内閣総理大臣米内光政の親族もあり、内閣情報局から問い合わせを受ける事態となったという）、遺体の搬出隊が全32名に膨らむ結果になったことも、結果的に突然の雪崩に対する対応の拙さにつながったとしている。